# کیریندا
کیریندا (به لاتین: Kirinda) یک منطقهٔ مسکونی در سری‌لانکا است که در استان جنوبی (سری‌لانکا) واقع شده‌است.